# Tseraskiy (Mondkrater)
Tseraskiy ist ein Einschlagkrater auf der Mondrückseite. Auch die alternative Schreibweise Ceraski ist von der IAU vorgesehen.
Der Krater Tseraskiy liegt im Süden der erdabgewandten Seite, nördlich von Planck, südöstlich von Pauli und Roche.
Der erodierte Krater weist zwischen Kraterwall und Kraterboden einen Höhenunterschied von 3,51 km auf. Die Entstehungszeit wird der naktarischen Periode zugerechnet.
Tseraskiy hat zwei Nebenkrater:
| Buchstabe | Position            | Durchmesser | Link |
| --------- | ------------------- | ----------- | ---- |
| K         | 52,43° S, 144,02° O | 43 km       |      |
| P         | 50,96° S, 139,33° O | 38 km       |      |

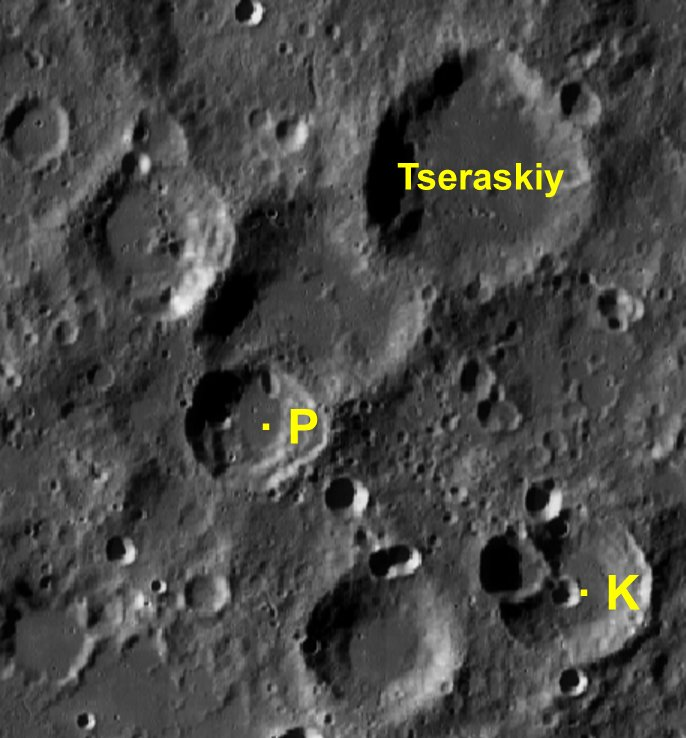
Tseraskiy (Ceraski) mit seinen Nebenkratern

Der Krater wurde 1970 von der IAU offiziell nach dem russischen Astronomen Witold Karlowitsch Zeraski benannt.